# Bjarne Iversen
Bjarne William Iversen (* 2. Oktober 1912 in Vestre; † 7. September 1999 in Nittedal) war ein norwegischer Skilangläufer.
Iversen, der für den IL i BUL startete, errang im Jahr 1934 beim Holmenkollen Skifestival den zweiten Platz über 17 km. Im folgenden Jahr wurde er norwegischer Meister über 18 km und gewann bei den nordischen Skiweltmeisterschaften in Vysoké Tatry die Silbermedaille mit der Staffel. Zudem lief er dort auf den sechsten Platz über 18 km. Bei den Olympischen Winterspielen 1936 in Garmisch-Partenkirchen holte er erneut die Silbermedaille mit der Staffel. Zudem kam er auf den neunten Platz über 18 km.